# João de Cangas
João de Cangas ou Johan de Cangas foi um jogral galego medieval.